# 复源乡
复源乡是中华人民共和国江西省九江市修水县下辖的一个乡。

## 行政区划
复源乡下辖以下村级行政区划单位：
双港村、雅洋村、中坪村、湖洲村、坑口村和马门咀村。